# Kickxia spuria
Espèce
Classification APG III (2009)
Statut de conservation UICN

 LC  : Préoccupation mineure
La Fausse Velvote ou Linaire bâtarde,  Kickxia spuria est une plante herbacée annuelle de la famille des Scrophulariaceae, ou des Plantaginaceae selon la classification phylogénétique originaire d'Europe occidentale et centrale.

## Synonymes
- Antirrhinum spurium L.
- Elatinoides spuria (L.) Wettst.
- Linaria spuria (L.) Wettst.

## Description
Plante rampante aux tiges filiformes longues de 10 à 30 cm.

Les fleurs situées sur les pédoncules très fins et sont bicolores, la lèvre supérieure est pourpre et inférieure jaune franc 

Les feuilles sont ovales arrondies, poilues, disposées d'une façon caractéristique tout au long de la tige.

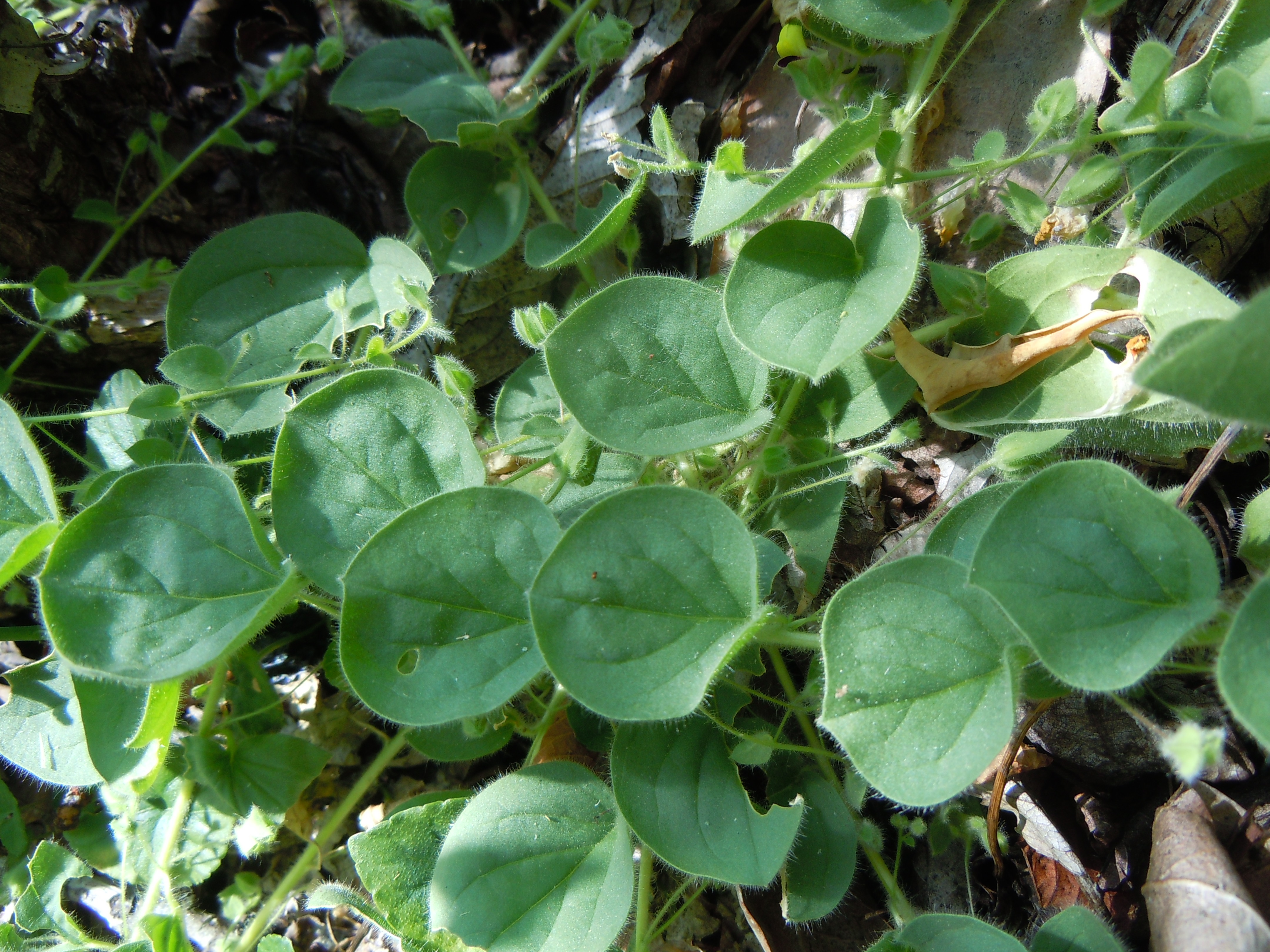
Détail des feuilles
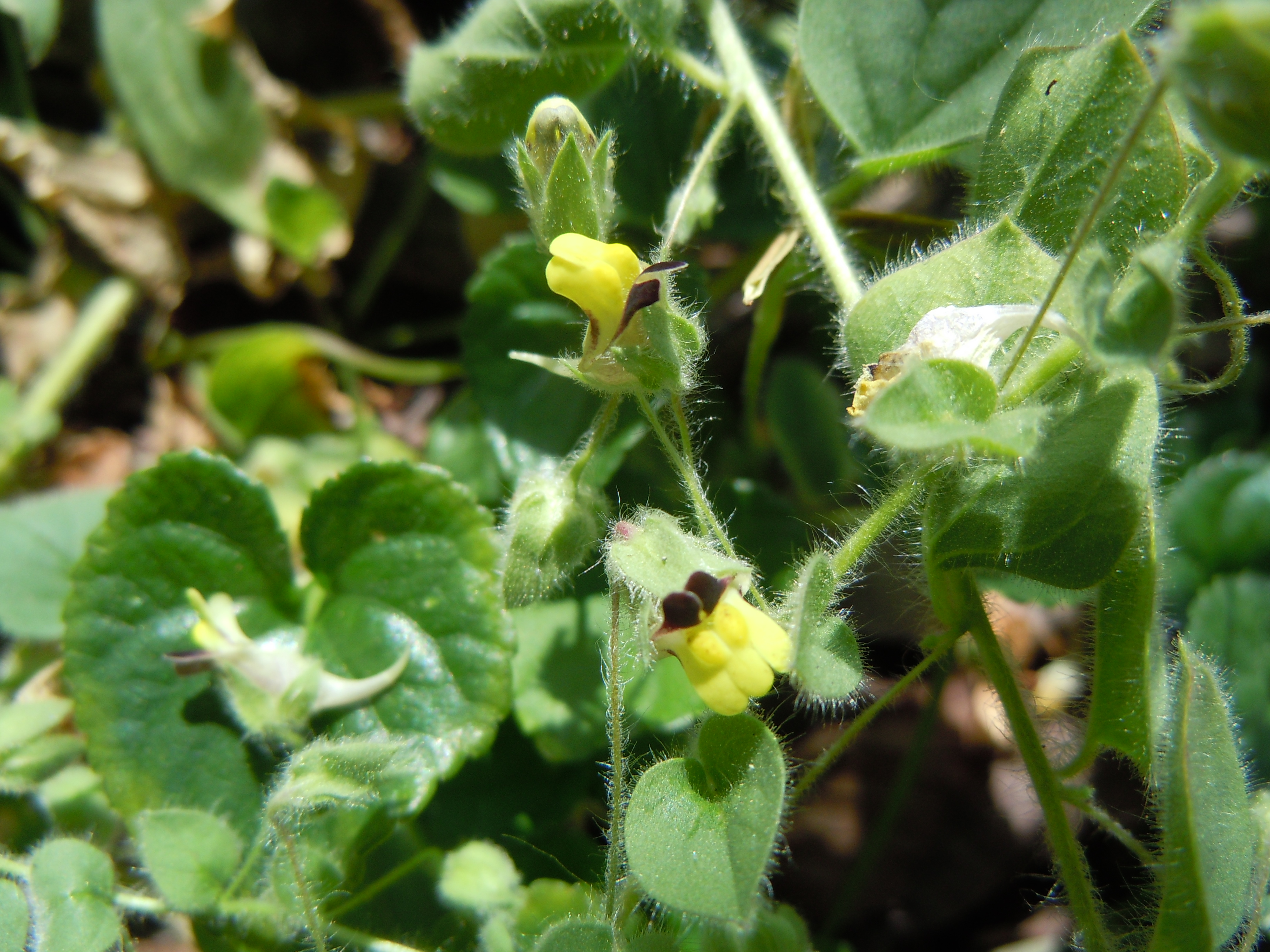
Fleur

## Répartition
Sub-méditerranéenne, depuis la France jusqu'au Caucase.